# Sidi Bel Abbès (província)

Sidi Bel Abbes.

Sidi Bel Abbès é uma província da Argélia cuja capital é a cidade homônima. Possui 604.744 habitantes (Censo 2008).
Antes da independência, era onde estava localizado o quartel-general da Legião Estrangeira Francesa.